# 鹿浜
鹿浜（しかはま）は、東京都足立区西部の地名。住居表示実施済みで、現行行政地名は鹿浜一丁目から鹿浜八丁目。

## 地理
東京都足立区の西部、荒川北岸に位置する。町域面積は区内最大である。
隣接する地域は、北は加賀・皿沼、東は谷在家・江北、南は椿・堀之内、西は埼玉県川口市東領家。

### 地価
住宅地の地価は、2025年（令和7年）1月1日の公示地価によれば、鹿浜6-10-15の地点で25万7000円/m2となっている。

## 地名の由来
「鹿浜」の名称が行政地名として登場するのは江戸時代の「鹿浜村」が最初であった。「鹿浜」の「鹿」はかつて「シカ」ではなく「シシ」と読まれ、古くは「ししはま」であった。現代でも「しっしゃま」と発音する人もいる。「シシ」は鹿や猪など獣全般、「浜」は水分を大量に含んだ土地を表し、「獣が多く出没する水湿地帯」という意味が推察できる。また「しし」は「地崩れ」を指し「崩れやすく安定しない河川敷の状態」を言ったとも考えられる。この「しし」にも「鹿」の字を当てる例が多く、何れも後に「しか」と読まれている。さらに水分を大量に含んだ土のことを「シシ」ということがあり湿地の川岸を「シシハマ」といったとも考えられる。
足立区の古名は「渕江」という名称であったが、これは足立区が湿地帯に属していたためであった。このことからも鹿浜地区が湿地帯の一角を成していたことが推察できる。

## 世帯数と人口
2025年（令和7年）1月1日現在（足立区発表）の世帯数と人口は以下の通りである。
| 丁目       | 世帯数    | 人口     |
| ---------- | --------- | -------- |
| 鹿浜一丁目 | 504世帯   | 940人    |
| 鹿浜二丁目 | 1,605世帯 | 3,223人  |
| 鹿浜三丁目 | 1,053世帯 | 2,161人  |
| 鹿浜四丁目 | 1,100世帯 | 2,151人  |
| 鹿浜五丁目 | 1,095世帯 | 2,123人  |
| 鹿浜六丁目 | 1,308世帯 | 2,536人  |
| 鹿浜七丁目 | 1,116世帯 | 2,279人  |
| 鹿浜八丁目 | 1,075世帯 | 1,983人  |
| 計         | 8,856世帯 | 17,396人 |

### 人口の変遷
国勢調査による人口の推移。
| 年                 | 人口   |
| ------------------ | ------ |
| 1995年（平成7年）  | 16,567 |
| 2000年（平成12年） | 17,040 |
| 2005年（平成17年） | 18,192 |
| 2010年（平成22年） | 19,540 |
| 2015年（平成27年） | 17,677 |
| 2020年（令和2年）  | 17,750 |

### 世帯数の変遷
国勢調査による世帯数の推移。
| 年                 | 世帯数 |
| ------------------ | ------ |
| 1995年（平成7年）  | 5,910  |
| 2000年（平成12年） | 6,469  |
| 2005年（平成17年） | 7,020  |
| 2010年（平成22年） | 8,322  |
| 2015年（平成27年） | 7,554  |
| 2020年（令和2年）  | 8,040  |

## 学区
区立小・中学校に通う場合、学区は以下の通りとなる（2023年4月時点）。なお、足立区では学校選択制度を導入しており、区内全域から選択することが可能。ただし、小学校に関しては、2018年（平成30年）度から学区域または学区域に隣接する学校のみの選択になる。
| 丁目       | 番地                                                  | 小学校                   | 中学校                   |
| ---------- | ----------------------------------------------------- | ------------------------ | ------------------------ |
| 鹿浜一丁目 | 12番以降                                              | 足立区立鹿浜五色桜小学校 | 足立区立鹿浜菜の花中学校 |
| 鹿浜一丁目 | 1番から11番                                           | 足立区立鹿浜未来小学校   | 足立区立鹿浜菜の花中学校 |
| 鹿浜二丁目 | 全域                                                  | 足立区立鹿浜未来小学校   | 足立区立鹿浜菜の花中学校 |
| 鹿浜三丁目 | 3〜5番、13〜17番 21〜25番、30番以降                   | 足立区立鹿浜未来小学校   | 足立区立鹿浜菜の花中学校 |
| 鹿浜三丁目 | 1〜2番、6〜12番 18〜20番、26〜29番                    | 足立区立鹿浜五色桜小学校 | 足立区立鹿浜菜の花中学校 |
| 鹿浜四丁目 | 1〜25番                                               | 足立区立鹿浜五色桜小学校 | 足立区立鹿浜菜の花中学校 |
| 鹿浜四丁目 | 26番以降                                              | 足立区立鹿浜未来小学校   | 足立区立鹿浜菜の花中学校 |
| 鹿浜五丁目 | 1〜21番 24番（都営住宅1号棟〜10号棟） 25〜28番        | 足立区立鹿浜未来小学校   | 足立区立鹿浜菜の花中学校 |
| 鹿浜五丁目 | 22〜23番 24番（都営住宅1号棟〜10号棟を除く） 29番以降 | 足立区立鹿浜未来小学校   | 足立区立加賀中学校       |
| 鹿浜六丁目 | 全域                                                  | 足立区立鹿浜未来小学校   | 足立区立鹿浜菜の花中学校 |
| 鹿浜七丁目 | 全域                                                  | 足立区立鹿浜第一小学校   | 足立区立鹿浜菜の花中学校 |
| 鹿浜八丁目 | 1〜20番                                               | 足立区立鹿浜第一小学校   | 足立区立鹿浜菜の花中学校 |
| 鹿浜八丁目 | 21番以降                                              | 足立区立鹿浜第一小学校   | 足立区立加賀中学校       |

## 事業所
2021年（令和3年）現在の経済センサス調査による事業所数と従業員数は以下の通りである。
| 丁目       | 事業所数  | 従業員数 |
| ---------- | --------- | -------- |
| 鹿浜一丁目 | 82事業所  | 857人    |
| 鹿浜二丁目 | 132事業所 | 1,008人  |
| 鹿浜三丁目 | 125事業所 | 1,276人  |
| 鹿浜四丁目 | 133事業所 | 1,393人  |
| 鹿浜五丁目 | 114事業所 | 1,958人  |
| 鹿浜六丁目 | 111事業所 | 854人    |
| 鹿浜七丁目 | 89事業所  | 851人    |
| 鹿浜八丁目 | 114事業所 | 666人    |
| 計         | 900事業所 | 8,863人  |

### 事業者数の変遷
経済センサスによる事業所数の推移。
| 年                 | 事業者数 |
| ------------------ | -------- |
| 2016年（平成28年） | 825      |
| 2021年（令和3年）  | 900      |

### 従業員数の変遷
経済センサスによる従業員数の推移。
| 年                 | 従業員数 |
| ------------------ | -------- |
| 2016年（平成28年） | 7,858    |
| 2021年（令和3年）  | 8,863    |

## 交通
路線バス
当地域と川口駅、赤羽駅、赤羽岩淵駅、王子駅、王子神谷駅、西新井駅、北千住駅などを結ぶ路線バスが多数運行されている。
道路・橋梁
- 首都高速川口線　鹿浜橋出入口
- 東京都道318号環状七号線（環七通り）
- 東京都道106号東京鳩ヶ谷線（鳩ヶ谷街道）
- 東京都道107号東京川口線
- 東京都道239号足立川口線
- 鹿浜橋（荒川、東京都道318号環状七号線）

## 施設
行政
- 鹿浜地域学習センター（鹿浜図書館併設）
- 押部皿沼谷在家住区センター（西部福祉事務所併設）

保育・教育
- 足立区立鹿浜西小学校
- 足立区立北鹿浜小学校
- 足立区立鹿浜五色桜小学校

公園
- 江北公園
- 江北公園
- 古内公園
- 島糀谷公園
- 都市農業公園（江北公園の1ブロック）
- 鹿浜二丁目児童遊園
- 鹿浜校趾公園（鹿浜プール併設）
- 北鹿浜公園（交通公園併設）

- 鹿浜東公園
- 江北公園
- 一本木公園
- 押部公園
- 押部西公園
- 押部南公園
- 押部北公園
- 荒川鹿浜橋緑地

銀行・郵便局
- 巣鴨信用金庫鹿浜支店
- 東京三協信用金庫足立支店
- 足立成和信用金庫皿沼支店
- 足立鹿浜郵便局
- 足立鹿浜八郵便局

医療機関・医療施設・病院
- 博慈会記念総合病院

## 史跡
- 金刀比羅神社
- 氷川神社（糀屋氷川）
- 氷川神社（島氷川）
- 天祖神社
- 北野神社
- 八幡神社（押部八幡）
- 長楽寺
- 宝蔵寺
- 阿弥陀院

## 地域行事
- 鹿浜獅子舞

## 歴史
宝蔵寺開山墓碑と伝えられる正和元年（1312年）の板碑を始めとして、中世の頃に立てられた数々の板碑が残されているため、鹿浜の地にはこの頃から人が住んでいたことが考えられる。しかし、鹿浜村の名は、江戸時代初期までは文献に登場していない。
鹿浜村の範囲は現在の鹿浜地区よりも広く、南は現在の新田地区の隅田川岸まで、北は加賀皿沼を越えて現在の入谷地区まで達していた。また、現在の新田地区もかつては「鹿浜新田」という鹿浜村の分村であった。
大正時代に行われた荒川放水路の開削によって鹿浜は分断され、足立区成立時に放水路以北は北鹿浜町、放水路以南（字が道明塚耕地、萱野耕地、仲道耕地、古道耕地の地域）は南鹿浜町とされた。現在の鹿浜地区の大部分はこの旧北鹿浜町に属する地域である。そのうち加賀・皿沼などの他地区に混在していた地域は、住居表示の実施時に周辺の町名に再編された。旧南鹿浜町は現在新田地区の一角をなしている。
- 1889年5月1日 - 東京府南足立郡鹿浜村が周辺の村と合併し、江北村が成立。南足立郡江北村大字鹿浜となる。
- 1932年10月1日 - 南足立郡が東京市足立区となる。鹿浜は、荒川放水路より北部が北鹿浜町、南部が南鹿浜町と町名が定められる。
- 1960年4月1日 - 土地区画整理事業施行により、南鹿浜町の一部が新田一-三丁目に編入される。
- 1961年2月1日 - 南鹿浜町の荒川河川敷内を除く地域が新田一-三丁目に編入される。
- 1968年12月1日 - 北鹿浜町・北堀之内町・上沼田町・加賀皿沼町の一部に住居表示が実施され、鹿浜一-五丁目が成立する。
- 1971年5月1日 - 北鹿浜町の一部に住居表示が実施され、江北七丁目に編入される。
- 1975年7月1日 - 北鹿浜町・北堀之内町・上沼田町・加賀皿沼町の一部に住居表示が実施され、鹿浜五丁目の範囲が広がると同時に、鹿浜六-八丁目が成立する。
- 同日 - 北鹿浜町の一部に住居表示が実施され、加賀一・二丁目と皿沼一-三丁目、谷在家二丁目に編入される。
- 1985年2月1日 - 北鹿浜町の一部に住居表示が実施され、入谷七丁目に編入される。
- 1989年5月15日 - 荒川河川敷内には北鹿浜町・南鹿浜町などの旧来の町名・町界が残っていたが、この日をもって鹿浜一丁目などの住居表示実施済町域に編入される（この時に南鹿浜町の地名は消滅）。
- 1997年3月1日 - 住居表示実施により、新町名舎人公園が成立。北鹿浜町の残余は舎人公園に編入され、消滅。

## その他

### 日本郵便
- 郵便番号 : 123-0864[3]（集配局 : 足立西郵便局[17]）。